# Крушина
Крушина (Frangula alnus) је жбун или ниско листопадно дрво. Код нас је домаћа врста. Највећи значај има као лековита самоникла биљка. Среће се још и са домаћим називима: обична трушљика, пасдрен, крковина, пасја леска, смрдљика.

## Распрострањеност
Ареал крушине је веома велики. Простире се од Португала на западу, широм Европе и преко западне Азије све до Кине, од западног Сибира на северу до Мале Азије на југу. Допире до надморске висине од 2000 м.
У Америку је унесена у 19. веку као украсна биљка али се, у недостатку природних непријатеља проширила и постала инвазивна врста.
Код на се веће скупине срећу у низијским шумама поред Дунава и других река, а највише их има по речним острвима.

## Опис врсте
Крушина расте као жбун или ниско дрво, висине до 6 м. Корен биљке је јако разгранат. Расте у дубину и до 6 м. Маса корена се налази у површинском слоју земљишта, јер расте на теренима са високим нивоом подземне воде. Кора младих биљака је глатка и сјајна, сиво мрке до скоро црне боје, посута хоризонталним, готово белим лентицелама.
Младе гранчице су сиво смеђе, ретко длакаве и посуте лентицелама. Пупољци су голи и без љуспи. Листови су обрнуто јајасти, целог обода, дуги до 7 цм, а широки око 4 цм. Са лица су тамнозелени и сјајни, са наличја светлији. На гранчицама су распоређени наизменично, на кратким дршкама.
Цветови су ситни, неугледни, зеленкасто беле боје. Стоје по 2−10 заједно на дугим петељкама у пазуху листова. Цвета крајем пролећа и почетком лета. Плодви су меснате коштунице пречника око 8 мм. У почетку су зелене, затим црвене, а зреле бобице у септембру−октобру добијају љубичасто црну боју. Сазревају сукцесивно, тако да се крајем лета могу заједно наћи плодови различитих боја и степена зрелости. У плоду се налази 2−3 троугласта, жућкаста семена.
- Крушина на природном станишту
- Листови и плодови
- Цветови
- Плодови у различитом степену зрелости

## Услови станишта
Успешно расте на алувијалним теренима дуж река, док на теренима изван ових положаја захтева земљишта са довољно влаге. Тако може успешно расти у влажним шумама и у шипражју, међу другим ниским растињем.

## Употреба
Плодови крушине су отровни, јер садрже антрахинонске деривате који имају јако пургативно дејство. Незрели плодови су отровнији јер садрже и сапонине. Конзумирање веће количине може довести до озбиљних цревних проблема. Исте материје налазе се и у кори.
Као лековита дрога користе се осушене бобице, али много чешће се, од давнина, користи кора крушине (Frangulae cortex). Сировина се употребљава тек годину дана после сушења, јер се главни пургативни састојак, гликофрангулин, сушењем и дуготрајним стајањем разлаже на гликозу и франгулин, одавно познат као састојак дроге. Кора се прикупља крајем зиме и рано у пролеће, када крену биљни сокови, а пре листања. Скида се са младих грана и стабала. Крушина се употребљава у облику течног или сувог екстракта или декокта као поуздан лаксанс, нарочито против хроничног затвора.
Крушина је медоносна врста. Даје пчелама и нектар и поленов прах. Током зиме представља значајан извор хране глодарима и птицама.
Крушина се користи и за добијање сликарског материјала − неких боја, као и квалитетног дрвеног угља за цртање. Такође се користи и за добијање дрвених клинова и фурнира.

## Гајење крушине
За прикупљање коре не користе се само самоникле биљке, већ се она може и плански узгајати. Нема посебних захтева према условима средине, осим влажног и богатог земљишта. Најбољи терени за узгој крушине су необрадиве површине, најбоље на речним острвима. Плантаже крушине личе на воћњаке. Размножава се ожиљеним изданцима и резницама.
Крушина се може гајити и као вртна биљка. Употребљава се као неформална жива ограда, мада добро подноси и орезивање, па се може и обликовати. Најбољи култивар за ту сврху је Tallhedge (Rhamnus frangula 'Columnaris').